# Snoqualmie
Snoqualmie (kiejtése: snoʊˈkwɔːlmi) az Amerikai Egyesült Államok északnyugati részén, Washington állam King megyéjében elhelyezkedő város. A 2010. évi népszámlálási adatok alapján 10 670 lakosa van.

## Története
Miután Patkanim törzsfőnök, a snoqualmie-k vezetője aláírta a Point Elliott-i egyezményt, megjelentek az első telepesek. A Snoqualmie-völgy első nem indián lakosai a Kellogg fivérek voltak, viszont ők csak néhány évet maradtak; az első állandó telepes az 1858-ban ideérkező Jeremiah Borst volt.
A térség gazdasága kezdetben a faiparon és a mezőgazdaságon alapult. Egy monda szerint Borst Lucindy nevű unokahúga aranyszíve miatt 160 kilogramm volt, így harminc tehenének megfejése gondot okozott. Lucindy megtanította teheneit, hogy azok hívásra odamenjenek hozzá.
A gyerekeket főleg hozzá nem értő személyek próbálták oktatni, így a diákok fellázadtak.
A vasút 1889-re készült el, és nagyban hozzájárult a lakosságszám növekedéséhez: 1870-ben még kevesebb mint ötvenen, 1900-ban pedig már 429-en éltek itt.
Snoqualmie 1903. július 9-én kapott városi rangot.

### Elnevezése
A Snoqualmie név a lushootseed nyelvű „s•dukʷalbixʷ” kifejezésből ered, melynek jelentése „kegyetlen nép”; a szót egy másik indián nép használta a snoqualmie törzs jellemzésére.

## Éghajlat
A város éghajlata óceáni (a Köppen-skála szerint Cfb).
| Hónap                         | Jan.  | Feb.  | Már.  | Ápr. | Máj. | Jún. | Júl. | Aug. | Szep. | Okt. | Nov.  | Dec.  | Év    |
| ----------------------------- | ----- | ----- | ----- | ---- | ---- | ---- | ---- | ---- | ----- | ---- | ----- | ----- | ----- |
| Rekord max. hőmérséklet (°C)  | 19,4  | 23,9  | 26,7  | 32,2 | 36,1 | 37,2 | 40,0 | 38,9 | 36,7  | 35,0 | 23,9  | 19,4  | 40,0  |
| Átlagos max. hőmérséklet (°C) | 8,3   | 10,0  | 12,2  | 14,4 | 17,8 | 20,6 | 23,9 | 24,4 | 21,1  | 15,6 | 10,6  | 7,2   | 15,5  |
| Átlagos min. hőmérséklet (°C) | 2,2   | 1,7   | 2,8   | 4,4  | 7,8  | 10,6 | 12,2 | 11,7 | 8,9   | 6,1  | 3,3   | 1,1   | 6,1   |
| Rekord min. hőmérséklet (°C)  | −18,0 | −19,4 | −13,3 | −4,4 | −6,1 | −1,7 | −1,1 | −2,2 | −3,9  | −8,9 | −16,7 | −16,1 | −19,4 |
| Átl. csapadékmennyiség (mm)   | 225   | 142   | 159   | 122  | 102  | 75   | 35   | 33   | 72    | 145  | 257   | 215   | 1582  |
| Forrás: The Weather Channel   |       |       |       |      |      |      |      |      |       |      |       |       |       |

## Népesség
A 2010-es népszámláláskor a városnak 10 670 lakója, 3547 háztartása és 2912 családja volt. A népsűrűség 574 fő/km2. A lakóegységek száma 3761, sűrűségük 202,3 db/km2. A lakosok 83,3%-a fehér, 0,8%-a afroamerikai, 0,9%-a indián, 9,3%-a ázsiai, 0,1%-a a Csendes-óceáni szigetekről származik, 1,4%-a egyéb, 4,4%-a pedig kettő vagy több etnikumú. A spanyol vagy latino származásúak aránya 5,3% (   )
A háztartások 55,4%-ában élt 18 évnél fiatalabb. 71,3% házas, 7,7% egyedülálló nő, 3,1% egyedülálló férfi, 17,9% pedig nem család. 13,1% egyedül élt; 1,7%-uk 65 éves vagy idősebb. Egy háztartásban átlagosan 3,01 személy élt; a családok átlagmérete 3,33 fő.
A medián életkor 33,7 év volt. A város lakóinak 35%-a 18 évesnél fiatalabb, 3,1% 18 és 24 év közötti, 38,9%-uk 25 és 44 év közötti, 19,2%-uk 45 és 64 év közötti, 3,9%-uk pedig 65 éves vagy idősebb. A lakosok 50%-a férfi, 50%-a pedig nő.

## Közbiztonság
2014. március 8-a óta North Bend városának rendőri feladatait a snoqualmie-i kapitányság látja el.

## Testvérvárosok
A település testvérvárosai:
- Chaclacayo, Peru
- Kangdzsin megye, Dél-Korea

## Fordítás
- Ez a szócikk részben vagy egészben  a   Snoqualmie, Washington című angol Wikipédia-szócikk ezen változatának fordításán alapul.  Az eredeti cikk szerkesztőit annak laptörténete sorolja fel. Ez a jelzés csupán a megfogalmazás eredetét és a szerzői jogokat jelzi, nem szolgál a cikkben szereplő információk forrásmegjelöléseként.